# Путінь
Путінь, Путіні (рум. Putini) — село у повіті Бакеу в Румунії. Входить до складу комуни Рекітоаса.
Село розташоване на відстані 253 км на північ від Бухареста, 32 км на схід від Бакеу, 70 км на південь від Ясс, 135 км на північний захід від Галаца.

## Населення
За даними перепису населення 2002 року у селі проживали 190 осіб, усі — румуни. Усі жителі села рідною мовою назвали румунську.